# Рэй, Николас
Николас Рэй (англ. Nicholas Ray; настоящие имя и фамилия Реймонд Николас Кинцле, англ. Raymond Nicholas Kienzle; 7 августа 1911 — 16 июня 1979) — американский кинорежиссёр, сценарист, актёр.

## Биография
Реймонд Николас Кинцле родился в городе Ла Гросс, Висконсин, в семье эмигрантов из Норвегии. Отец, Бьёрн Кинцле, работал строителем.
Учился в университете Висконсина, изучал архитектуру под руководством самого Ф. Л. Райта. В качестве актёра и режиссёра участвовал в постановках передвижных театров. С 1932 был связан с нью-йоркским «Груп-театр» (что отвечало его левым симпатиям и интересам), где принимал участие в постановках Элиа Казана. Позднее работал под руководством Дж. Хаусмана в театре «Феникс».
В годы Второй мировой войны — автор и режиссёр агитационных радиопрограмм по заказу отдела военной информации. После 1945 года — ассистент режиссёра на фильме Э. Казана «Дерево растёт в Бруклине», режиссёр на Бродвее и на телевидении. В 1948 году поставил художественный фильм «Ночные воры», переименованный в 1949 году в «Они живут по ночам». Этот эмоциональный рассказ о преследуемой законом юной паре открывает серию фильмов Рэя, связанных единством темы, взгляда на жизнь и почерком. Столь же типичны для фильмов Рэя одиночество главного героя и его бессознательный бунт, который заявляет о себе то беспричинной жестокостью, то вызывающим нарушением стандартов старшего поколения, то пристрастием к алкоголю и наркотикам, то опустошающей жаждой деятельности и успеха.
За рассказом об одиночестве голливудского сценариста в фильме «В укромном месте» (1950) выходят «фрейдистский» вестерн «Джонни Гитара» (1954) и самая известная и успешная картина Рэя — «Бунтарь без причины» (1955, номинация на «Оскар» за лучший сценарий) с Джеймсом Дином в главной роли, ставшая культовой для американской молодёжи 1950-х годов.
Злоупотреблявший алкоголем и наркотиками, с начала 1960-х годов Рэй всё больше отдалялся от Голливуда. Он продолжал работать, но ни один из его поздних фильмов не привлёк внимания. Благодаря Деннису Хопперу, в 1971 году Рэй начал преподавать в колледже искусств и наук при Бингемтонском университете, где вместе со своими студентами снял экспериментальный автобиографический фильм «Мы не можем снова пойти домой». Весной 1972 года Рэя попросили показать фрагменты из фильма на конференции; публика была шокирована, увидев, как в кадре Рэй вместе со студентами курит марихуану. Ранняя версия фильма была показана на Каннском кинофестивале 1973 года, но Рэй, неудовлетворённый фильмом, продолжал монтировать его до самой смерти. Также, благодаря заботам старых друзей, Рэй преподавал в Институте Ли Страсберга и Нью-Йоркском университете, где его студентом был Джим Джармуш, позже подружившийся с Рэем и ставший его ассистентом.
Умер от рака лёгких, проболев два года. Незадолго до смерти, в сотрудничестве с Вимом Вендерсом, работал над документальным фильмом «Молния над водой» о нём самом. Похоронен на кладбище Оук-Гроув в Ла-Кроссе.

## Личная жизнь
Рэй был женат четыре раза. С журналисткой Джин Эванс Николас состоял в браке с 1936 по 1940 годы. В браке родился сын Энтони (1937—2018).
Второй женой режиссёра в 1948 году стала актриса Глория Грэм. Они расстались в 1950 году, а в 1952 году развелись официально. В 1960 году Грэм вышла замуж за сына Николаса Тони, их брак продлился 14 лет. У Николаса и Грэм один общий сын — Тимоти.
Третья жена Николаса — танцовщица Бетти Атли. В браке, который продлился с 1958 по 1964 год, родились две дочери, Никка и Джули. Последний брак, со Сьюзан Шварц, продлился до конца жизни режиссёра.

## Фильмография
- 1948 — Они живут по ночам / They Live by Night
- 1949 — Стучись в любую дверь / Knock on Any Door
- 1949 — Женский секрет / A Woman’s Secret
- 1950 — В укромном месте / In a Lonely Place
- 1950 — Рождённая быть плохой / Born to Be Bad
- 1951 — Летающие морпехи (Горящий полёт) / Flying Leathernecks
- 1952 — На опасной земле / On Dangerous Ground
- 1952 — Макао / Macao (принял постановку после увольнения Дж. фон Штернберга)
- 1952 — Необузданные / The Lusty Men
- 1954 — Джонни Гитара / Johnny Guitar
- 1955 — В укрытии / Run for Cover
- 1955 — Бунтарь без причины / Rebel without a Cause
- 1956 — Горячая кровь / Hot Blood
- 1956 — Больше чем жизнь / Bigger Than Life
- 1957 — Подлинная история Джесси Джеймса / The True Story of Jesse James
- 1957 — Горькая победа / Bitter Victory
- 1958 — Ветер в Эверглейдс / Wind Across the Everglades
- 1958 — Девушка с вечеринки / Party Girl
- 1960 — Невинные дикари / The Savage Innocents
- 1961 — Царь царей / King Of Kings
- 1962 — 55 дней в Пекине / 55 Days at Peking